# Funada
Funada é uma marca de refrigerantes brasileira. É produzida pela Indústria e Comércio de Bebidas Funada Ltda, com sede em Presidente Prudente em São Paulo.

## História
No dia 15 de setembro de 1947 surgiu a empresa "Funada e Filhos", na época a empresa produzia guaraná, soda limonada, água tônica, xaropes, conhaque, aguardente, quinado, raiz amarga e vinagre.
Na década de 60 o nome da empresa passou a ser "Indústria e Comércio de Bebidas Funada" e neste período a empresa começou a adquirir aparelhos modernos, que permitiram a ampliação da produção e a especialização na fabricação de refrigerantes.
No ano de 1986 é inaugurada a nova planta industrial, em terreno próprio, no bairro Esquema, em Presidente Prudente.
Em 2006 é inaugurada a filial de Campo Grande, produzindo especialmente a linha Pet e energéticos.
Atualmente os refrigerantes da linha Funada são distribuídos para os estados de São Paulo, Paraná, Mato Grosso, Mato Grosso do Sul e exportado para a Bolívia, o Paraguai e o Japão.
A comercialização é realizada em embalagens vidro de 200 ml e 605 ml; garrafas PET de 250 ml, 350 ml, 600 ml, 1.5 Litros e 2 Litros. E latas de 350ml.